# Démographie de Pontcharra-sur-Turdine
La démographie de Pontcharra-sur-Turdine, commune rurale du département du Rhône, en région Rhône-Alpes, est caractérisée par une densité faible et une population en croissance modérée depuis les années 1975.
En 2014, Pontcharra-sur-Turdine comptait 2 626  habitants, soit une évolution de 6.5 % par rapport à 2006. La commune occupait le 104e rang en nombre d'habitants sur les 293 communes que compte le département. 
L'évolution démographique, les indicateurs démographiques, la pyramide des âges, l'état matrimonial, les caractéristiques de l'emploi et le niveau de formation sont détaillés ci-après.

## Évolution démographique
L'évolution du nombre d'habitants est connue à travers les recensements de la population effectués périodiquement dans la commune depuis 1793. 

Une réforme du mode de recensement permet à l'Insee de publier les populations légales des communes annuellement à partir de 2006. Pour les communes de moins de 10 000 habitants, les recensements ont lieu tous les cinq ans, les populations légales intermédiaires sont quant à elles estimées par calcul. Le premier recensement exhaustif de la commune entrant dans le cadre de ce nouveau dispositif a eu lieu en 2004.
En 2014, Pontcharra-sur-Turdine comptait 2 626  habitants, soit une évolution de 6.5 % par rapport à 2006. La commune occupait le 195e rang en nombre d'habitants sur les 419 communes que compte le département.
| 1841  | 1846  | 1851  | 1856  | 1861  | 1866  | 1872  | 1876  | 1881  |
| ----- | ----- | ----- | ----- | ----- | ----- | ----- | ----- | ----- |
| 1 200 | 1 281 | 1 353 | 1 442 | 1 615 | 1 760 | 1 604 | 1 796 | 1 825 |

| 1886  | 1891  | 1896  | 1901  | 1906  | 1911  | 1921  | 1926  | 1931  |
| ----- | ----- | ----- | ----- | ----- | ----- | ----- | ----- | ----- |
| 1 749 | 1 725 | 1 789 | 1 681 | 1 534 | 1 406 | 1 256 | 1 345 | 1 355 |

| 1936  | 1946  | 1954  | 1962  | 1968  | 1975  | 1982  | 1990  | 1999  |
| ----- | ----- | ----- | ----- | ----- | ----- | ----- | ----- | ----- |
| 1 244 | 1 265 | 1 344 | 1 407 | 1 501 | 1 746 | 1 833 | 2 086 | 2 136 |

| 2006  | 2011  | 2014  | - | - | - | - | - | - |
| ----- | ----- | ----- | - | - | - | - | - | - |
| 2 464 | 2 501 | 2 626 | - | - | - | - | - | - |

## Indicateurs démographiques

### Densité
La densité de population de Pontcharra-sur-Turdine, mesurant le nombre de personnes par unité de surface, est passée de 317,5 habitants/km2 en 1968 à 521,1 en 2009. Elle est, en 2009, 1,01 fois plus faible que la densité moyenne du département du Rhône (525,9), 3,69 fois plus élevée que celle de la région Rhône-Alpes (141,3) et 4,54 fois que celle de la France métropolitaine (114,8).
|                           | Pontcharra-sur-Turdine | Pontcharra-sur-Turdine | Pontcharra-sur-Turdine | Pontcharra-sur-Turdine | Pontcharra-sur-Turdine | Pontcharra-sur-Turdine | Rhône     | Rhône-Alpes | France     |
|                           | 1968                   | 1975                   | 1982                   | 1990                   | 1999                   | 2009                   | 2009      | 2009        | 2009       |
| ------------------------- | ---------------------- | ---------------------- | ---------------------- | ---------------------- | ---------------------- | ---------------------- | --------- | ----------- | ---------- |
| Population                | 1 501                  | 1 746                  | 1 833                  | 2 086                  | 2 132                  | 2 465                  | 1 708 671 | 6 174 040   | 62 465 709 |
| Densité moyenne (hab/km²) | 317,5                  | 369,1                  | 387,5                  | 441                    | 450,7                  | 521,1                  | 525,9     | 141,3       | 114,8      |

### Soldes naturels et migratoires
La variation moyenne annuelle de la population a baissé depuis les années 1970. De 2,2 % sur la période 1968-1975, elle est passée à 1,5 % sur la période 1999-2009, quand celle du département du Rhône a baissé de 1,1 % à 0,8 %. Le solde naturel annuel, qui est la différence entre  le nombre de naissances et le nombre de décès enregistrés au cours d'une même année, connaît une augmentation, puisque la variation annuelle due au solde naturel passe de 0,5 à 0,7. La baisse du taux de natalité, qui passe de 16,7 à 13,6 ‰, est en fait relativement compensée par la baisse du taux de mortalité, qui parallèlement passe de 12,1 à 7,0 ‰.
Le flux migratoire est en  baisse, le taux annuel passant de 1,7  à 0,8 %, traduisant une hausse des implantations nouvelles dans la commune.
Le taux de natalité est passé de 16,7 ‰ sur la période 1968-1975 à 13,6 ‰  sur la période 1999-2009.  Celui du département était sur la période 1999-2009 de 14,5 ‰ et celui de la France métropolitaine de  12,8 ‰.
Le taux de mortalité est quant à lui passé de 12,1 ‰ sur la période 1968-1975 à 7,0 ‰  sur la période 1999-2009. Celui du département était sur cette dernière période de 7,2 ‰ et celui de la France de 8,8 ‰.
Évolution sur la période 1968-2009
|             |                                                    | 1968 à 1975 | 1975 à 1982 | 1982 à 1990 | 1990 à 1999 | 1999 à 2009 |
| ----------- | -------------------------------------------------- | ----------- | ----------- | ----------- | ----------- | ----------- |
| Commune     | Variation annuelle moyenne de la population (en %) | 2,2         | 0,7         | 1,6         | 0,2         | 1,5         |
| Commune     | - due au solde naturel (en %)                      | 0,5         | 0,6         | 0,5         | 0,3         | 0,7         |
| Commune     | - due au solde apparent des entrées sorties (en %) | 1,7         | 0,1         | 1,1         | -0,1        | 0,8         |
| Commune     | Taux de natalité (en ‰)                            | 16,7        | 14,8        | 12,7        | 11,6        | 13,6        |
| Commune     | Taux de mortalité (en ‰)                           | 12,1        | 8,8         | 7,3         | 8,2         | 7,0         |
| Département | Variation annuelle moyenne de la population (en %) | 1,1         | 0,2         | 0,5         | 0,5         | 0,8         |
| France      | Variation annuelle moyenne de la population (en %) | 0,8         | 0,5         | 0,5         | 0,4         | 0,7         |

Mouvements naturels sur la période 1999-2009

## Âge de la population

### Indice de jeunesse
1999  2009